# George Richards Minot
George Richards Minot (Boston, Massachusetts, 2 de diciembre de 1885 - Brookline, Massachusetts 25 de febrero de 1950) fue un médico estadounidense. Fue asistente en la Universidad Johns Hopkins, siendo galardonado con el Premio Nobel de Medicina en 1934 junto a William Parry Murphy y George H. Whipple, por sus trabajos relacionados con la anemia.

## Aportaciones al campo médico
Durante su vida como profesional publicó varios trabajos sobre diversos temas como el cáncer, la artritis y las deficiencias alimenticias. Sin embargo, fue aún más lejos en el estudio de la coagulación de la sangre, la transfusión, las plaquetas y ciertos desórdenes asociados a la anemia prolongada. También estudió la condición de la sangre en ciertos casos del envenenamiento industrial.
Entre sus intereses estaban también la leucemia y los desórdenes de los tejidos finos linfáticos, pero sus contribuciones más importantes estuvieron relacionadas con sus estudios de la anemia. Su nombre está íntimamente asociado a la terapia de la anemia perniciosa, dado que fue el primero en interesarse en ella en 1914. Sin embargo, no será hasta más adelante que, junto a George Hoyt Whipple y Willian Murphy, describieran un tratamiento eficaz para esta enfermedad.
La anemia perniciosa es causada por la carencia de una proteína producida por el estómago (factor intrínseco) que ayuda al cuerpo a absorber la vitamina B12. Cuando el estómago no tiene la suficiente cantidad de esta proteína no puede absorber la vitamina en forma apropiada. La vitamina B12 es necesaria para que las células nerviosas y sanguíneas funcionen de manera apropiada.
Minot, posteriormente, en colaboración con Edwin Cohn, extendió los estudios que realizara con Whipple y Murphy. Agregó por ejemplo al conocimiento las funciones gastrointestinales y la terapia del hierro para la anemia, entre otros aspectos.